# Coca de pastanaga
La coca de pastanaga és una coca dolça típica de l'Empordà, a base d'ous, sucre, pell de llimona, panses, farina i pastanaga (carlota) ratllada. És una coca que es menja freda.